# Hypomma subarcticum
Hypomma subarcticum là một loài nhện trong họ Linyphiidae.
Loài này thuộc chi Hypomma. Hypomma subarcticum được Ralph Vary Chamberlin & Wilton Ivie miêu tả năm 1947.